# エッジ・オブ・ア・ドリーム
『エッジ・オブ・ア・ドリーム』（Edge of a Dream）は、スコットランドのフォーク・ミュージシャン、バート・ヤンシュが2002年に発表したスタジオ・アルバム。

## 背景
前スタジオ・アルバム『Crimson Moon』（2000年）に引き続き、バーナード・バトラーがゲスト参加した。また、ヤンシュは本作に先がけて、ホープ・サンドヴァルのアルバム『Bavarian Fruit Bread』（2001年）にゲスト参加しており、本作収録曲「All This Remains」ではサンドヴァルがソングライティングとボーカルに貢献した。

## 評価
クリス・ニクソンはオールミュージックにおいて5点満点中3点を付け「ヤンシュ自身は決して派手なギタリストでない（たまにエレクトリック・ギターに持ち替えても同様である）が、そういう演奏に走る必要などないことは、はるか前に証明されている。彼は本当に粋だ」と評している。また、アダム・スウィーティングは『ガーディアン』紙のレビューで5点満点中4点を付け「2000年に絶賛された『Crimson Moon』に続く作品で、本作も引けを取らない」「サポート・メンバーの人選も入念に行われており、"All This Remains"ではホープ・サンドヴァルが霊的なボーカルを提供し、"I Cannot Keep from Crying"ではバトラーが錆色のスライドギターを添え、フィドラーのデイヴ・スウォーブリックは、主役ヤンシュによるフィンガー・ピッキングの周りで激しく踊っている」と評している。
収録曲「Black Cat Blues」は、2003年の映画『カレンダー・ガールズ』のサウンドトラックで使用された。

## 収録曲
特記なき楽曲はバート・ヤンシュ作。7. 10.はインストゥルメンタル。
1. "On the Edge of a Dream" - 2:35
2. "All This Remains" (Bert Jansch, Hope Sandoval) - 4:43
3. "What Is on Your Mind" - 3:26
4. "Sweet Death" - 3:52
5. "I Cannot Keep from Crying" (Traditional) - 4:06
6. "La Luna" (Johnny 'Guitar' Hodge) - 3:15
7. "Gypsy Dave" - 2:43
8. "Walking This Road" - 3:16
9. "The Quiet Joys of Brotherhood" (Traditional) - 5:31
10. "Black Cat Blues" - 3:07
11. "Bright Sunny Morning" - 4:08

## 参加ミュージシャン
- バート・ヤンシュ - アコースティック・ギター(all songs)、ボーカル(on #1, #3, #4, #5, #6, #8, #11)、エレクトリック・ギター(on #3)、ベース・ギター(on #3, #6)
- ホープ・サンドヴァル（英語版） - ボーカル(on #2)
- ローレン・ヤンシュ - ボーカル(on #9)
- バーナード・バトラー - エレクトリック・ギター(on #1, #5, #8)、キーボード(on #8)
- ジョニー・"ギター"・ホッジ - スパニッシュ・ギター(on #6)
- ポール・ワシフ - スライドギター(on #10)
- アダム・ヤンシュ - ベース・ギター(on #1, #2, #9)、キーボード(on #9)
- マコト・サカモト - ドラムス(on #1, #3, #5, #8)、パーカッション(on #5, #8)
- コルム・オキーソーグ - ドラムス(on #2)
- デイヴ・スウォーブリック - ヴァイオリン(on #4, #7)
- ラルフ・マクテル（英語版） - ハーモニカ(on #11)